# Ralph Waite
Ralph Waite (ur. 22 czerwca 1928 w White Plains, zm. 13 lutego 2014 w Palm Desert) – amerykański aktor i reżyser telewizyjny. Odtwórca roli Johna Waltona Seniora w serialu CBS The Waltons (1972–1981), za którą w 1978 był nominowany do nagrody Emmy.

## Życiorys

### Wczesne lata
Urodził się w White Plains w stanie Nowy Jork jako syn Esther (z domu Mitchell) Waite i Ralpha H. Waite’a, inżyniera budowlanego. W 1946 ukończył White Plains High School. Podczas II wojny światowej w latach 1946–1948 służył w United States Marine Corps, a następnie ukończył studia na Uniwersytecie Bucknell w Lewisburgu w Pensylwanii. Krótko pracował jako pracownik socjalny. Uzyskał tytuł magistra w Divinity School na Uniwersytecie Yale i był wyświęconym pastorem prezbiteriańskim i redaktorem religijnym w Harper & Row w Nowym Jorku, zanim zdecydował się na karierę aktorską. Był pastorem w Zjednoczonym Kościele Chrystusowym w Garden City na Long Island. Był członkiem letniego programu teatralnego Peninsula Players w sezonie 1963.

### Kariera
Wystąpił na scenie off-Broadwayu w sztukach – Balkon Jeana Geneta (1960), Nocne bębny Bertolta Brechta (1967) jako Andrew Kragler z Hectorem Elizondo, Hamlet (1967) w roli Klaudiusza i Wieczór Trzech Króli (1969) jako Orsino. W 1963 trafił na Broadway w przedstawieniu Maraton ’33 w reż. June Havoc. Wystąpił jako Lyle Britten w broadwayowskiej produkcji Jamesa Baldwina Blues dla pana Charliego (1964) z Joe Donem Bakerem. W 1965 otrzymał doskonałe recenzje za rolę Matthew Stantona w spektaklu Koza Hogana opowiadającym o polityce Brooklynu w latach 90. XIX wieku.
Karierę na telewizyjnym ekranie rozpoczął od udziału w serii National Council of Churches Look Up and Live (1966). Na kinowym ekranie debiutował w dramacie więziennym Stuarta Rosenberga Nieugięty Luke (1967) z Paulem Newmanem. Po znakomitym występie bezsilnego brata Jacka Nicholsona w dramacie Boba Rafelsona Pięć łatwych utworów (1971) zaczęły napływać oferty. Wystąpił w roli Pozzo w telewizyjnej adaptacji sztuki Samuela Becketta Czekając na Godota (1977). Za rolę trzeciego oficera Slatera w serialu Korzenie (1977) zdobył nominację do nagrody Emmy. Od 14 września 1972 do 15 stycznia 1981 grał postać Johna Waltona Seniora, patriarchy epoki Wielkiego Kryzysu lat 30. i w czasie II wojny światowej w serialu CBS The Waltons; w latach 1973–1980 wyreżyserował też 16 odcinków. W 1975 założył Los Angeles Actors Theatre, któremu przewodził. W 1995 odniósł sukces, kreując rolę Willa Kiddera w nagrodzonym Pulitzerem dramacie The Young Man from Atlanta Hortona Foote’a.
Waite udzielał się również politycznie, trzykrotnie bezskutecznie kandydował do Kongresu w Kalifornii jako Demokrata: W 1990 rzucił wyzwanie weteranowi GOP zasiadającemu w Partii Republikańskiej, Alem McCandlessowi, w 37. dzielnicy hrabstwa Riverside, przegrywając o 5%. W 1998 Waite startował w wyborach specjalnych do 44. dzielnicy z siedzibą w Palm Springs, która została zwolniona po śmierci urzędującego Sonny’ego Bono. Został pokonany w tych wyborach przez Mary Bono, wdowę po Sonnym, i ponownie przegrał z nią w listopadzie. Został pokonany w tych wyborach przez Mary Bono, wdowę po Sonnym, i ponownie przegrał z nią w listopadzie. 21 października 1991 Waite przedstawił byłego gubernatora Kalifornii Jerry’ego Browna przed przemówieniem tego ostatniego, ogłaszającym jego kandydaturę do nominacji na prezydenta Demokratów w 1992.

## Życie osobiste
29 grudnia 1951 zawarł związek małżeński z Beverly Hall, z którą miał trzy córki – Sharon, Kathleen i Suzanne. W 1966 doszło do rozwodu. 
27 sierpnia 1977 poślubił Kerry Shear Waite, z którą się rozwiódł 31 sierpnia 1981. 4 grudnia 1982 ożenił się z Lindą East.

### Śmierć
Zmarł 13 lutego 2014 w swoim domu w Palm Desert w Kalifornii w wieku 85 lat.

## Filmografia

### Filmy
- 1967: Nieugięty Luke jako „Alibi”
- 1969: Ostatnie lato jako ojciec Petera
- 1970: Pięć łatwych utworów jako Carl Fidelio Dupea
- 1971: Szeryf jako Jack Dekker
- 1971: Gang Mamy Grissom jako Mace
- 1972: Siedmiu wspaniałych nadjeżdża jako Jim MacKay
- 1990: Godziny rozpaczy jako
- 1992: Bodyguard jako Herb Farmer
- 1993: Na krawędzi jako Ranger Frank
- 1996: Daleko od domu 2: Zagubieni w San Francisco jako Cień (głos)
- 2000: Człowiek prezydenta (TV) jako prezydent Mathews
- 2002: Miasto słońca jako Furman Temple

### Seriale
- 1970: Bonanza odc. 351 „The Lady and the Mark” jako Hoby
- 1972–1981: The Waltons jako John Walton, Sr.
- 1977: Korzenie (Roots) jako Slater
- 1989: Napisała: Morderstwo jako prokurator okręgowy Paul Robbins
- 1999: Rocket Power jako doktor Freimouth (głos)
- 2001: Wszystkie moje dzieci jako Bart
- 2003–2005: Carnivale jako wielebny Norman Balthus
- 2007: Dowody zbrodni jako Felton Metz
- 2008: Detoks jako Jonus Mullins
- 2008: CSI: Kryminalne zagadki Las Vegas jako szeryf Montgomery
- 2008–2013: Agenci NCIS jako Jackson Gibbs (8 odcinków)
- 2009: Ace Ventura Junior jako dziadek Ventura
- 2009: Chirurdzy jako Irving Waller
- 2009–2013: Kości jako Hank Booth
- 2009–2014: Dni naszego życia jako ojciec Matt
- 2011: Z kopyta jako dyrektor Keener
- 2011: Off the Map: Klinika w tropikach jako Abuelito